# ورزش در آلمان

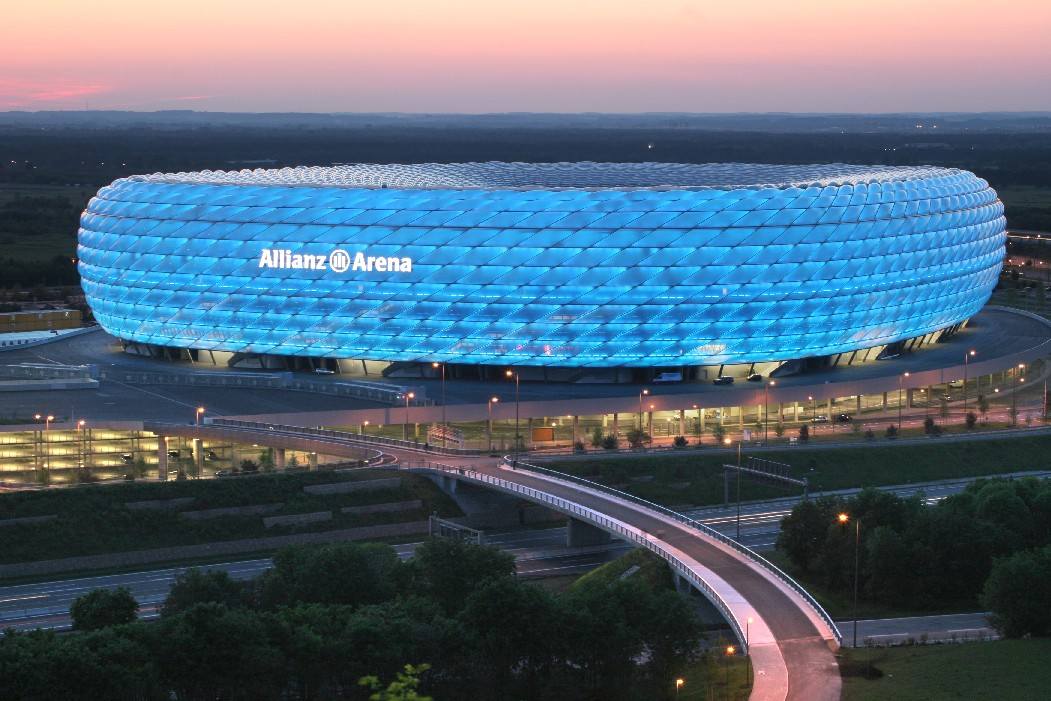
آلیانز آرنا در مونیخ، محل برگزاری بازی افتتاحیه جام جهانی فوتبال ۲۰۰۶

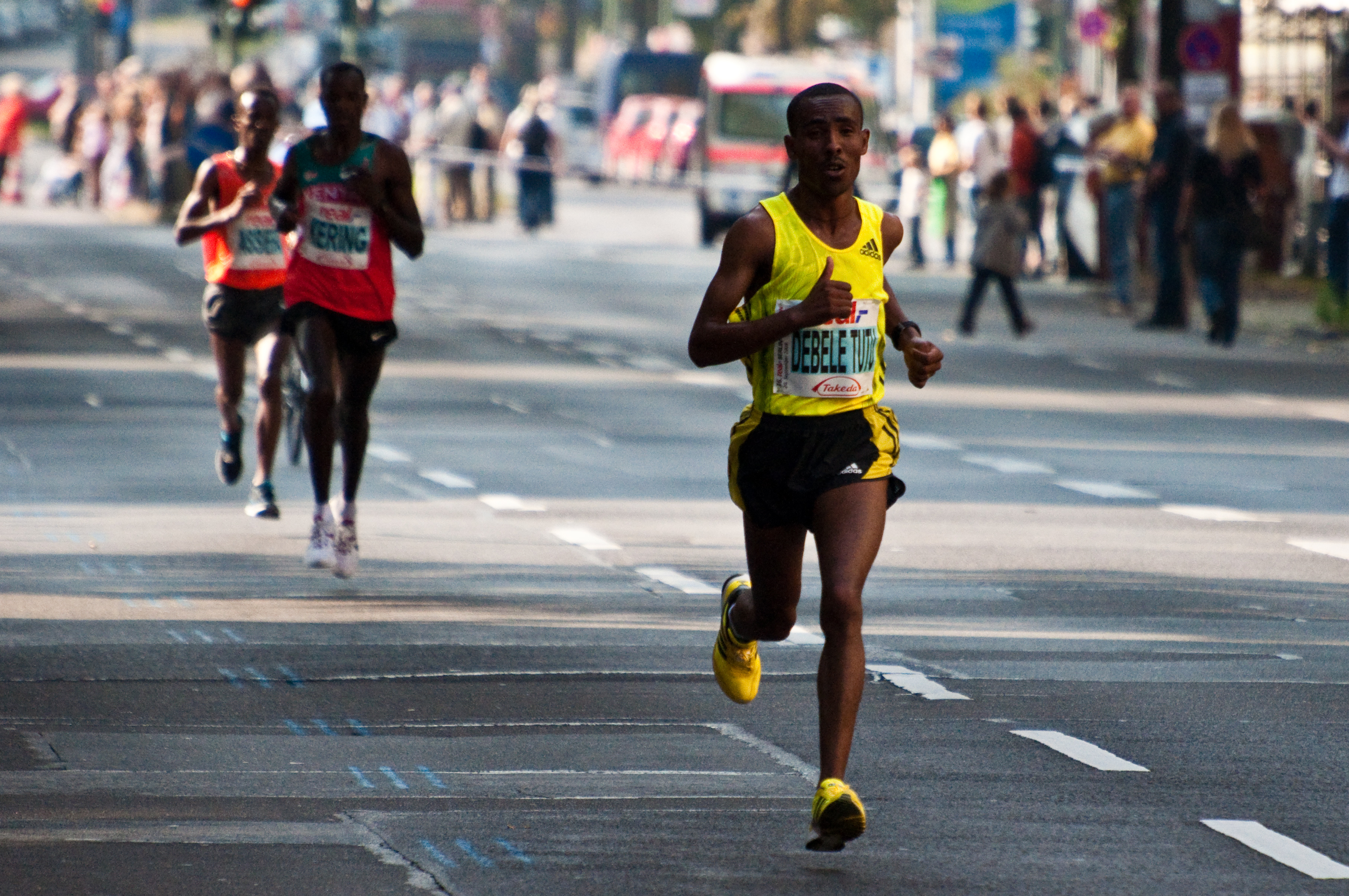
ماراتن برلین

ورزش در آلمان بخش مهمی از فرهنگ و جامعه آلمان را تشکیل می‌دهد. در سال ۲۰۰۶ حدود ۲۷٫۵ میلیون نفر در بیش از ۹۱۰۰۰ باشگاه ورزشی در آلمان عضویت داشتند. تقریباً تمامی باشگاه‌های ورزشی در آلمان توسط کنفدراسیون ورزش‌های المپیک آلمان سازماندهی می‌شوند.

## تاریخچه

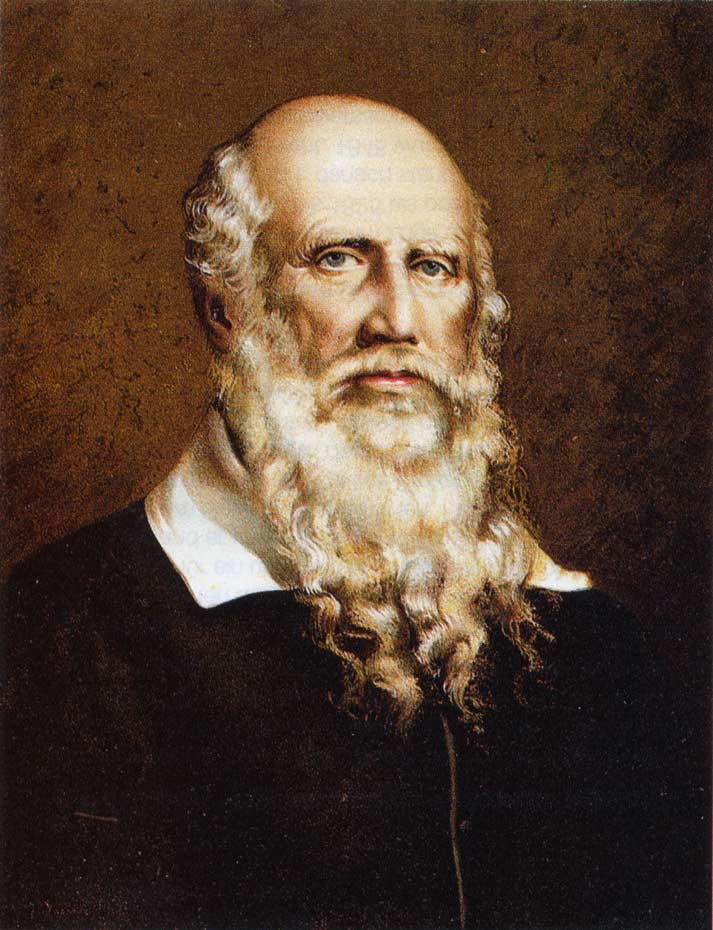
فریدریش لودویگ یان

فریدریش لودویگ یان معروف به تورنواتر یان (پدر ژیمناستیک) در سال ۱۷۷۸ به دنیا آمد. یان اولین باشگاه ژیمناستیک و سالن بدنسازی را در بهار ۱۸۱۱ افتتاح کرد.
یان ژیمناستیک را توسعه داد و همچنین دستگاه‌های جدیدی اختراع کرد.
در سال ۱۹۳۴، دولت نازی سازمان ورزش رایش سوم را تأسیس کرد. سایر انجمن‌های ورزشی آلمان به تدریج آزادی عمل خود را از دست دادند و در این سازمان عضو شدند.

## المپیک

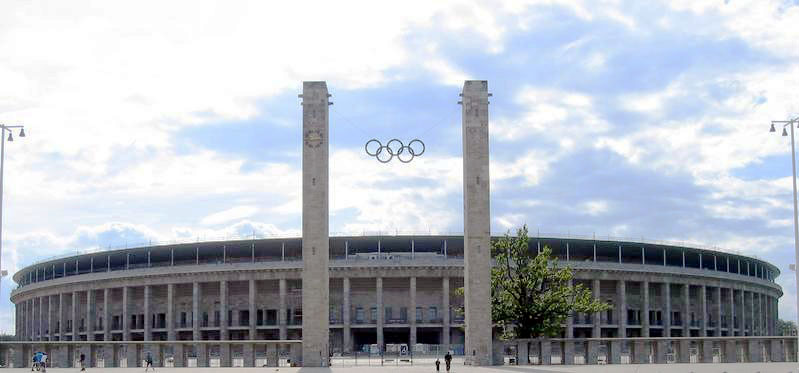
ورزشگاه المپیک برلین

در شمارش مدال‌های بازی‌های المپیک تا سال ۲۰۰۶، آلمان رتبه پنجم، آلمان شرقی رتبه هفتم و آلمان غربی رتبه بیست و یکم را در اختیار داشتند. اگر همه مدال‌ها با هم جمع شوند آلمان در رتبه سوم قرار می‌گیرد. در المپیک زمستانی، آلمان (آلمان شرقی، آلمان غربی، تیم آلمان متحد و آلمان امروزی) بیشترین مدال را دارد.

## فوتبال

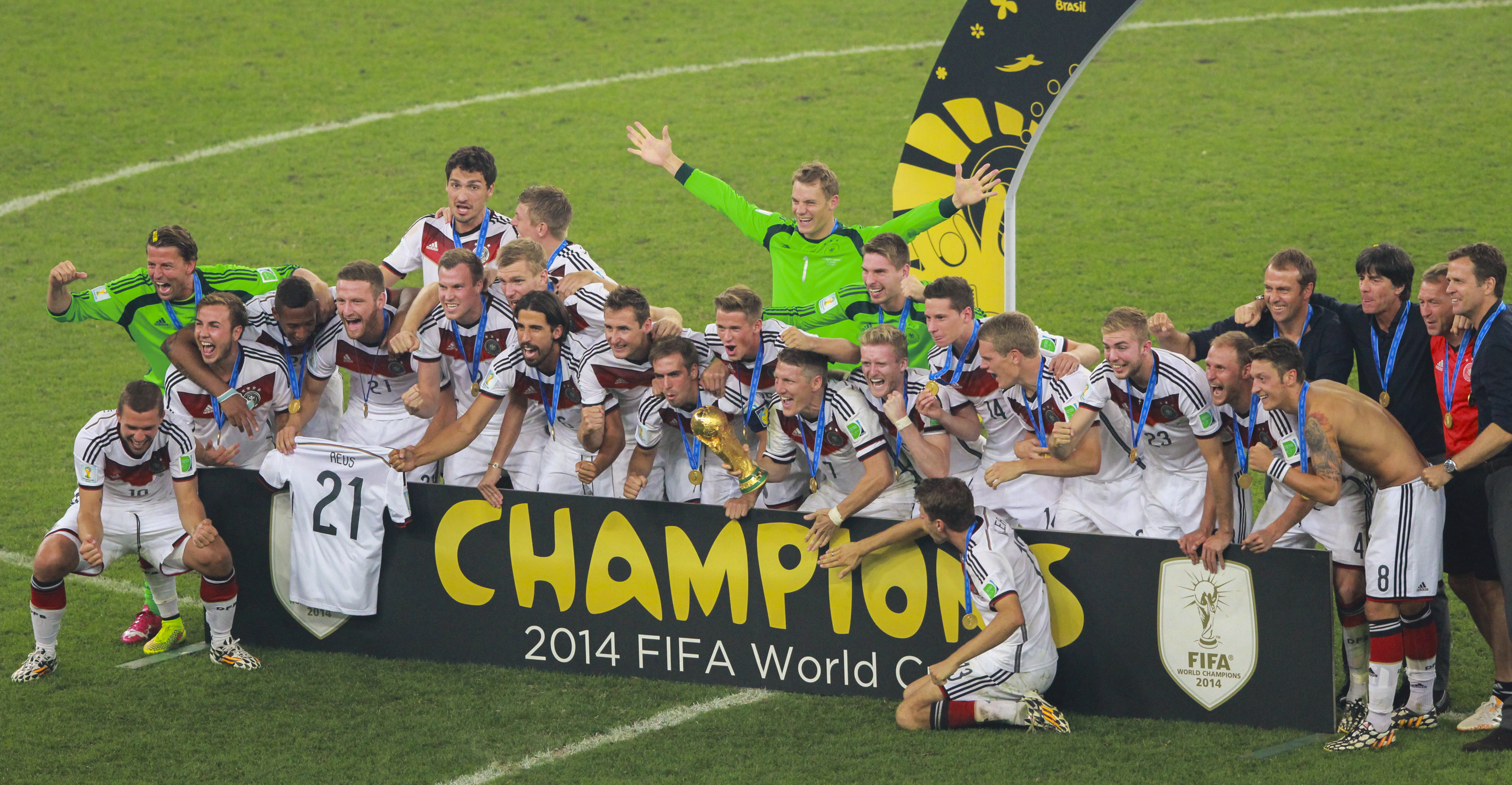
تیم ملی آلمان پس از قهرمانی در جام جهانی فوتبال برای چهارمین بار در سال ۲۰۱۴. ورزش ملی آلمان، فوتبال است.

فوتبال محبوب‌ترین ورزش در آلمان است. این رشته ورزشی در آلمان دارای بیش از ۲۶۰۰۰ باشگاه و ۱۷۸۰۰۰ تیم می‌باشد. هزینه‌های این ورزش در آلمان از طریق بودجه و کمک‌های دولتی، کمک‌های داوطلبانه، حامیان مالی خصوصی و حق عضویت تأمین می‌شود.
لیگ برتر فوتبال آلمان، معروف به بوندس‌لیگا، بالاترین میانگین تماشاگران را در بین لیگ‌های فوتبال در جهان دارا می‌باشد.
فوتبال در آلمان (مانند اکثر کشورهای اروپایی) ورزش شماره یک است و بوندس‌لیگا، جام جهانی فوتبال و جام ملت‌های اروپا در میان مردم بسیار مورد توجه قرار می‌گیرد.
بایرن مونیخ (به آلمانی: Bayern München) موفق‌ترین باشگاه فوتبال آلمان است که ۳۱ قهرمانی ملی و ۶ عنوان قهرمانی اروپا را به خود اختصاص داده‌است. مانند بسیاری از باشگاه‌های فوتبال آلمان، بایرن مونیخ نیز یک باشگاه چند ورزشی است.
تیم ملی زنان آلمان نیز یک قدرت جهانی است، این تیم با قهرمانی در جام جهانی فوتبال زنان در سال‌های ۲۰۰۳ و ۲۰۰۷، آلمان را به تنها کشوری تبدیل کرد که قهرمان جام جهانی مردان و زنان شده‌است. آلمان‌ها در جام ملت‌های اروپای مردان و زنان و رقابت‌های فوتبال المپیک مردان و زنان نیز قهرمان شده‌اند.